# Trecastagni
Trecastagni é uma comuna italiana da região da Sicília, província de Catania, com cerca de 8.139 habitantes. Estende-se por uma área de 18 km², tendo uma densidade populacional de 452 hab/km². Faz fronteira com Pedara, San Giovanni la Punta, Viagrande, Zafferana Etnea.

## Demografia
| Variação demográfica do município entre 1861 e 2011                               |
|                                                                                   |
| Fonte: Istituto Nazionale di Statistica (ISTAT) - Elaboração gráfica da Wikipedia |